# Vila Nova de Cerveira
Vila Nova de Cerveira ('vilɐ 'nɔvɐ dɨ sɨɾ'vɐiɾɐ) è un comune portoghese di 8 852 abitanti situato nel distretto di Viana do Castelo.

## Società

### Evoluzione demografica
| Popolazione di Vila Nova de Cerveira (1801 – 2004) | Popolazione di Vila Nova de Cerveira (1801 – 2004) | Popolazione di Vila Nova de Cerveira (1801 – 2004) | Popolazione di Vila Nova de Cerveira (1801 – 2004) | Popolazione di Vila Nova de Cerveira (1801 – 2004) | Popolazione di Vila Nova de Cerveira (1801 – 2004) | Popolazione di Vila Nova de Cerveira (1801 – 2004) | Popolazione di Vila Nova de Cerveira (1801 – 2004) | Popolazione di Vila Nova de Cerveira (1801 – 2004) |
| -------------------------------------------------- | -------------------------------------------------- | -------------------------------------------------- | -------------------------------------------------- | -------------------------------------------------- | -------------------------------------------------- | -------------------------------------------------- | -------------------------------------------------- | -------------------------------------------------- |
| 1801                                               | 1849                                               | 1900                                               | 1930                                               | 1960                                               | 1981                                               | 1991                                               | 2001                                               | 2004                                               |
| 6706                                               | 9401                                               | 9691                                               | 10794                                              | 11030                                              | 8666                                               | 9144                                               | 8852                                               | 8813                                               |

## Freguesias
- Campos
- Candemil
- Cornes
- Covas
- Gondar
- Gondarém
- Loivo
- Lovelhe
- Mentrestido
- Nogueira
- Reboreda
- Sapardos
- Sopó
- Vila Meã
- Vila Nova de Cerveira